# 김건오
김건오(2001년 8월 13일 ~ )는 대한민국의 축구 선수로, 포지션은 윙어이다. 현재 안산 그리너스 소속이다.